# Les-hegy
A Les-hegy a Budai-hegység hármashatár-hegyi tömbjének legnyugatibb magaslata. Csúcsa Budapest és Solymár közigazgatási határán magasodik, nyugat és észak felé néző, a Jegenye-völgy felé leszakadó, helyenként igen meredek lejtői solymári területen helyezkednek el, déli és keleti része pedig a II. kerületben.

## Leírása
Magassága 320 méter, alapkőzete a hegylánc szomszédos hegyeihez hasonlóan dolomit, amit jobbára hárshegyi homokkő fed. A hegy és a tőle alig elkülönülő északkeleti szomszédja, a Felső-patak-hegy lábainál kialakult szurdokvölgyben a homokkő néhány helyen igen kemény anyagú gátat képez, a legnagyobb ilyen gátnál alakult ki, a Les-hegy csúcsától légvonalban néhány száz méterre, a Jegenye-völgyi vízesés.
A hegy egész területe sűrűn beerdősült, így tavasztól őszig nemigen biztosít kilátást. A csúcsa közvetlen közelében emelkedő, helyben Szószék néven is emlegetett sziklatömbcsoporttól lombhullás utáni időszakban, a fák ágai közti réseken leginkább Solymár délkeleti részére és a kerekhegyi településrészre, a Zsíros-hegy, a Kerek-hegy és a Kakukk-hegy magaslataira lehet mozaikosan kilátni. A Les-hegy nevet a magaslat fátlanabb időszakában kaphatta, hiszen ha fák nem takarnák el a csúcsot, akkor közel másfél kilométeres hosszban belátható lenne – illetve a múltban nyilvánvalóan belátható is volt – a solymári Rózsika utca, mint a Pesthidegkútról Solymárra vezető egyetlen útvonal.

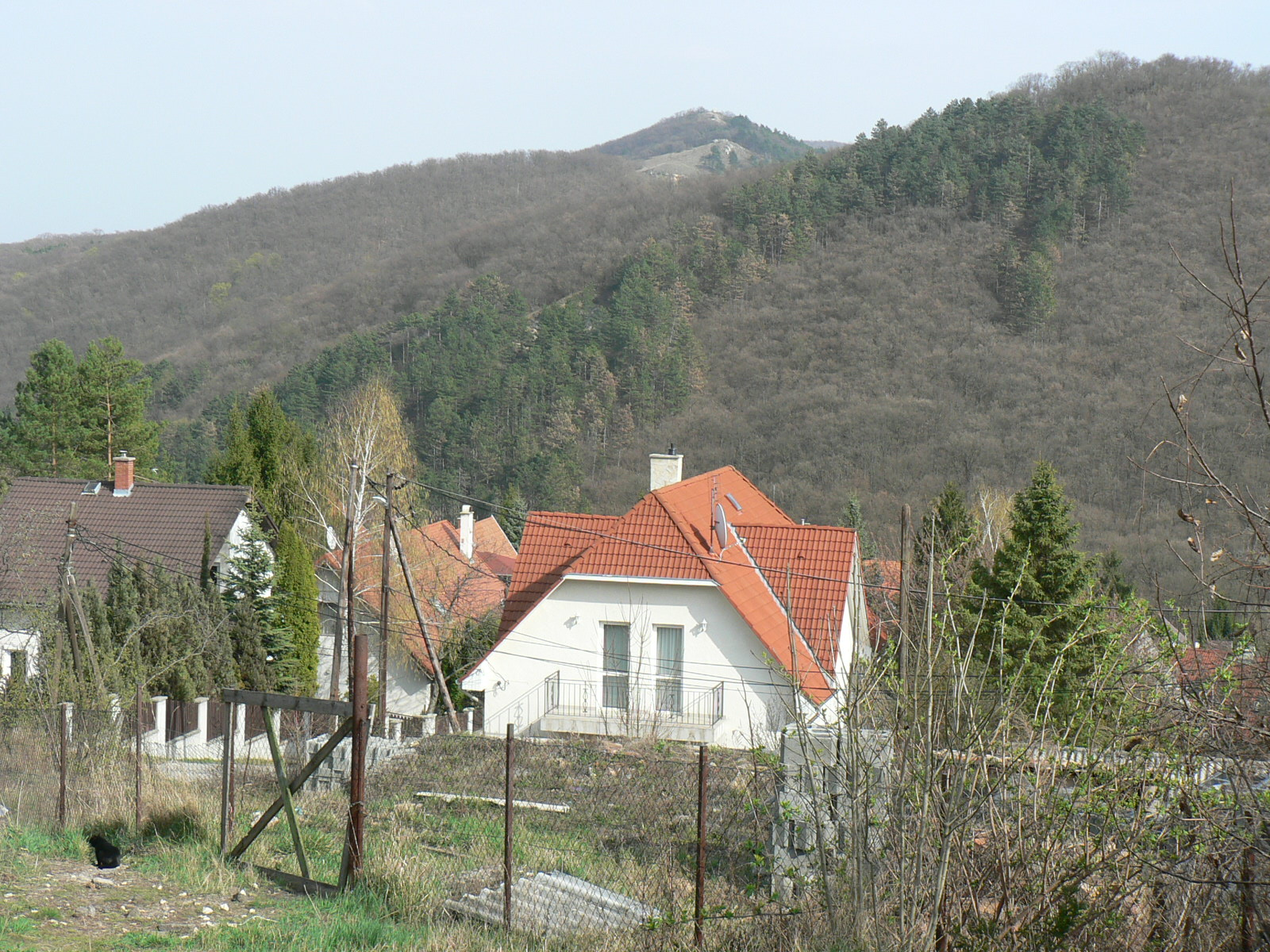
Hattyú alakú erdőfolt a Les-hegyen a solymári Koppány Márton utca felől nézve

A Les-hegyet borító erdők nagy része a környékre jellemző elegyes tölgyerdő, de a nyugati lejtőjét egy foltban feketefenyves borítja, amelynek ráadásul az az érdekessége, hogy nyugat felől, solymári irányból nézve egy madárra, leginkább hattyúra emlékeztet (a „madár” feje a csúcs közelében, teste attól észak felé a hegyoldalban ismerhető fel). Idős helyiek tudni vélik, hogy az erdőfoltot tudatosan ültették ilyen alakúra, feltehetőleg az 1930-as évek környékén (egyesek tudomása szerint eredetileg még „csibéi” is voltak a madárnak), de erre nincs egyértelmű bizonyíték. Az ilyen alakban történő, szándékos, tudatos erdőtelepítés ellen látszik szólni az a tény, hogy ez az erdőfolt két különálló erdőrész, a 23/A és 23/B jelzésű erdőtagok határán található, úgy, hogy a határvonal kettévágja a madáralakot. Inkább a szándékosság mellett szól viszont, hogy az erdőtérkép topográfiai nézete szerint a fenyves folt nagyjából egyenletes lejtésű hegyoldalon nő, ahol komolyabb domborzati eltérések nemigen fedezhetők fel.

## Turizmus

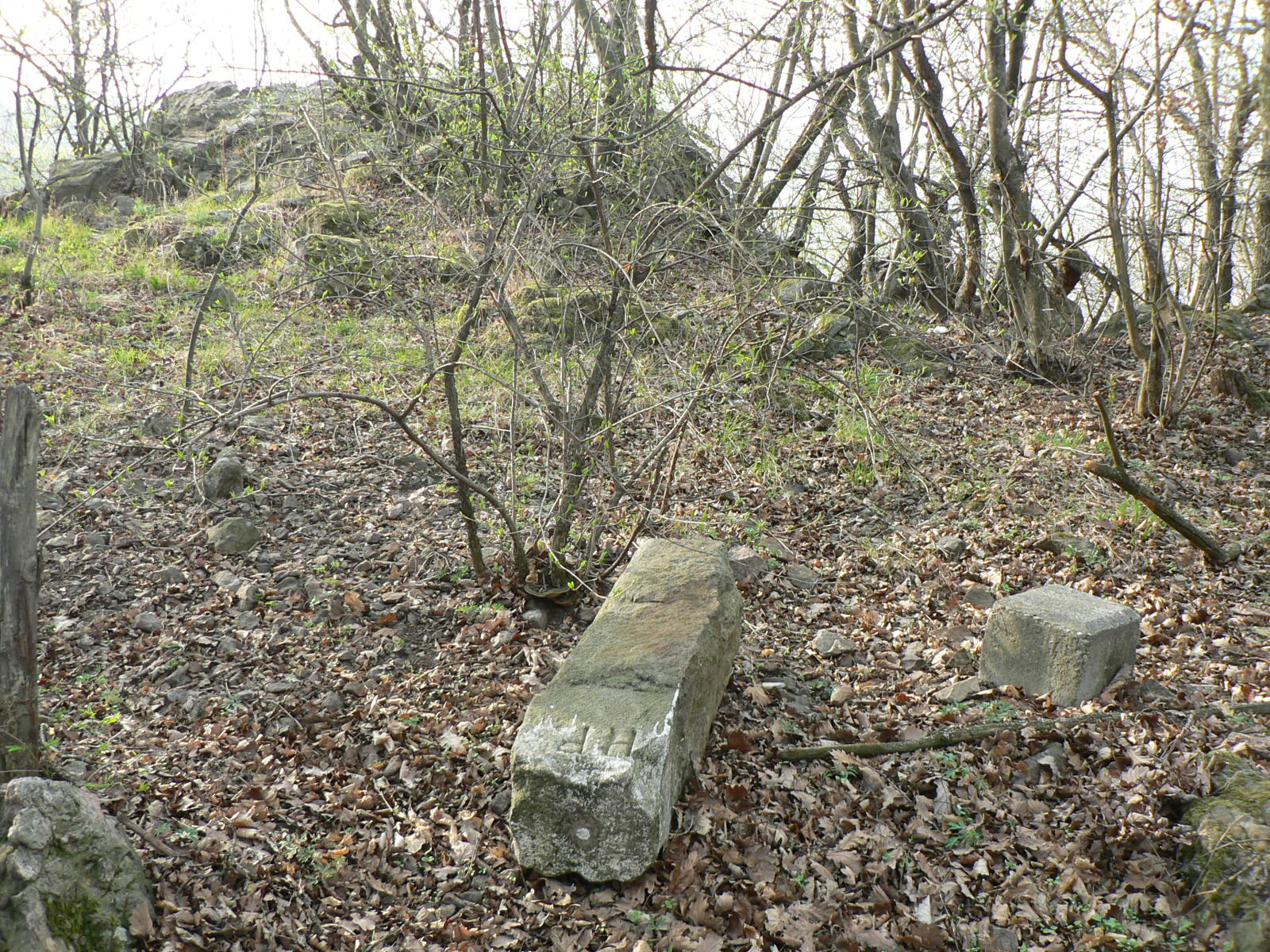
Törött határkő a Les-hegy csúcsa közelében

A Les-hegy csúcsa csak (néhol nehezen járható) erdei ösvényeken közelíthető meg, jelzett turistaút nem érinti, a lábainál, az Alsó-Jegenye-völgyben csörgedező Paprikás-patakot azonban Budapest határától kezdve több kilométer hosszban végigkíséri egy, a kirándulók között népszerű, könnyen járható, szinte szintkülönbség nélküli, jelzett turistaút.

## Gazdasági hasznosítása
A Les-hegy kőzetét néhány helyen bányászták a múltban, a kitermelt ásványi anyagokat festékgyártási célra hasznosították a közelben az 1800-as évek végén létesített festékgyárban. A festékbányászat nyomai ásványokban gazdag, vegyes anyagú (oligocén kori homokkő, márga és agyag, valamint triász korú mészkő-, illetve dolomit) feltárásokként, lassan regenerálódó tájsebekként jelennek meg a Jegenye-völgyben. A hegy lábánál, a patakvölgyben 1929-től a második világháború végéig strandfürdő is működött.

## A hegy az irodalomban
- Rozványi Dávid solymári író a hegy kitalált legendájáról írta A Les-hegy titka című kisregényét.[5]
- A hattyú alakú erdőfoltról szól Grátzerné Bogdán Andrea: A solymári hattyú című meséje (megjelent a Solymári Magazin II. évf. 9. számában (2012. szeptember), a 28-29. oldalon).
- Az előbbivel azonos témában született Morvai Cézár: Hegy-völgyi mese című írása is (megjelent ugyanott, a Solymári Magazin II. évf. 9. számában (2012. szeptember), a 28-29. oldalon).